# Dwutygodnik (czasopismo)
Dwutygodnik.com – internetowy magazyn o kulturze założony w 2009 roku w Warszawie. Do grudnia 2018 wydawany przez Filmotekę Narodową – Instytut Audiowizualny (wcześniej Narodowy Instytut Audiowizualny), a od kwietnia 2019 przez Dom Spotkań z Historią. W latach 2009–2013 funkcję redaktora naczelnego pełnił Tomasz Cyz. W czerwcu 2013 stanowisko to objęła Zofia Król.
„Dwutygodnik.com” powstał jako magazyn internetowy (born-digital), który oprócz tradycyjnych artykułów, recenzji i wywiadów wykorzystuje również nowoczesne środki audiowizualne: felietony interaktywne, wideo-rozmowy, wideo-ilustracje do artykułów, wiersze czytane przez autorów, animacje, nagrania spektakli i koncertów.
Magazyn ma charakter informacyjno-opiniotwórczy. Publikuje recenzje nowości wydawniczych (literatura piękna, poezja, filozofia), filmów, koncertów, albumów muzycznych, spektakli teatralnych i operowych, bieżących wystaw i wernisaży, a także omówienia nowych zjawisk kultury współczesnej. Obok recenzji w „dwutygodnik.com” ukazują się wypowiedzi o charakterze opiniotwórczym: eseje, polemiki, teksty krytycznoliterackie, a także debaty i rozmowy z artystami. Stałymi elementami periodyku są także: dział „Wiersze”, w którym publikowana jest poezja, dział „Obyczaje”, w którym prezentowane są artykuły dotyczące życia społecznego, oraz dział „Korespondencja z sieci”, w którym komentowane są zjawiska z zakresu kultury internetowej. Czasopismo prezentuje również numery tematyczne poświęcone wybranym zagadnieniom z szeroko pojętej dziedziny kultury.
W grudniu 2018 wydawca magazynu, Filmoteka Narodowa – Instytut Audiowizualny, ogłosił zakończenie realizacji projektu. W kwietniu 2019 magazyn został przeniesiony do nowego wydawcy, Domu Spotkań z Historią. Po okresie zawieszenia, trwającym od 31 grudnia 2018, pierwszy numer magazynu ukazał się 27 kwietnia 2019.